# Julián Rápalo
Julián Mauricio Rápalo Agüero (Villanueva, Cortés, Honduras; 7 de agosto de 1987) es un futbolista de nacionalidad hondureña. Juega de mediocampista, su primer equipo fue el Club Deportivo Marathón. Actualmente juega en el París Fútbol Club de la Liga de Ascenso de Honduras.

## Selección nacional
Solamente ha sido internacional en categoría sub-20. Disputó la Copa Mundial de Fútbol Sub-20 de 2005, que se realizó en Países Bajos.

### Participaciones en Copas del Mundo
| Mundial                               | Sede         | Resultado    |
| ------------------------------------- | ------------ | ------------ |
| Copa Mundial de Fútbol Sub-20 de 2005 | Países Bajos | Primera fase |

## Clubes
| Club                    | País     | Año           |
| ----------------------- | -------- | ------------- |
| Club Deportivo Marathón | Honduras | 2004-2005     |
| Villanueva Fútbol Club  | Honduras | 2005          |
| Deportes Savio          | Honduras | 2008-2012     |
| Club Deportivo Marathón | Honduras | 2012-2013     |
| Club Deportivo Victoria | Honduras | 2014-2015     |
| Villanueva Fútbol Club  | Honduras | 2015-2017     |
| París Fútbol Club       | Honduras | 2017-Presente |

- Datos: Q10452484